# Gerda Maurus
Gerda Maurus, all'anagrafe Gertrud Maria Pfiel (Breitenfurt bei Wien, 25 agosto 1903 – Düsseldorf, 31 luglio 1968), è stata un'attrice austriaca che negli anni dieci lavorò a teatro a Monaco e a Norimberga. Alla fine degli anni venti, mentre era al Deutsches Theater di Berlino, fu scoperta dal regista Fritz Lang che la fece debuttare nel cinema in L'inafferabile nel 1928, affidandole il ruolo di protagonista femminile.
Nel 1937, Gerda Maurus si sposò con il regista Robert A. Stemmle.

## Filmografia
- L'inafferabile (Spione), regia di Fritz Lang (1928)
- Una donna nella luna (Frau im Mond), regia di Fritz Lang (1929)
- Alto tradimento (Hochverrat), regia di Johannes Meyer (1929)
- Der Schuß im Tonfilmatelier, regia di Alfred Zeisler (1930)
- Die Fremde, regia di Fred Sauer (1931)
- Täter gesucht, regia di Carl Heinz Wolff (1931)
- Seitensprünge, regia di Steve Sekely (1931)
- Schachmatt, regia di Georg Asagaroff (1931)
- Hilfe! Überfall!, regia di Johannes Meyer (1931)
- Der Draufgänger, regia di Richard Eichberg (1931)
- Tod über Shanghai, regia di Rolf Randolf (1932)
- Der weiße Dämon, regia di Kurt Gerron (1932)
- Unsichtbare Gegner, regia di Rudolf Katscher (1933)
- Der Doppelgänger, regia di Emmerich Wojtek Emo (1934)
- Ein Mädchen mit Prokura, regia di Arzén von Cserépy (1934)
- Der Kosak und die Nachtigall, regia di Phil Jutzi (1935)
- La jungla in rivolta (Der Dschungel ruft), regia di Harry Piel (1936)
- Arzt aus Leidenschaft, regia di Hans H. Zerlett (1936)
- Daphne und der Diplomat, regia di Robert A. Stemmle (1937)
- La collana della principessa (Prinzessin Sissy), regia di Fritz Thiery (1939)
- Fiamme alla frontiera (Grenzfeuer), regia di Alois Johannes Lippl (1939)
- Die gute Sieben, regia di Wolfgang Liebeneiner (1940)
- Die Freunde meiner Frau, regia di Hans Deppe (1949)
- Die kleine Stadt will schlafen gehen, regia di Hans H. König (1954)

### Film o documentari dove appare Gerda Maurus
- Rund um die Liebe, regia di Oskar Kalbus - filmati di repertorio (1929)